# Nick Searcy
Nick Searcy (Cullowhee, 7 de marzo de 1959) es un actor y director de cine estadounidense, reconocido por interpretar el papel de Art Mullen en la serie del canal FX Justified. También tuvo un papel importante en la serie producida por Tom Hanks, De la tierra a la luna como Deke Slayton. Dirigió Gosnell: America's Biggest Serial Killer, un largometraje estrenado el 12 de octubre de 2018. En 2019 integró el reparto de la miniserie de National Geographic The Hot Zone.

## Filmografía

### Cine
| Año  | Título                                                | Personaje             | Director            | Observaciones |
| ---- | ----------------------------------------------------- | --------------------- | ------------------- | ------------- |
| 1990 | Days of Thunder                                       |                       | Tony Scott          |               |
| 1991 | The Prince of Tides                                   |                       | Barbra Streisand    |               |
| 1991 | Fried Green Tomatoes                                  | Frank Bennett         | Jon Avnet           |               |
| 1992 | Love Field                                            |                       | Jonathan Kaplan     |               |
| 1993 | The Real McCoy                                        | Roy Sweeney           | Russell Mulcahy     |               |
| 1993 | House of Cards                                        |                       | Michael Lessac      |               |
| 1993 | The Fugitive                                          | Sheriff Rawlins       | Andrew Davis        |               |
| 1994 | Nell                                                  | Sheriff Todd Peterson | Michael Apted       |               |
| 2000 | Tigerland                                             |                       | Joel Schumacher     |               |
| 2000 | Cast Away                                             | Stan                  | Robert Zemeckis     |               |
| 2002 | One Hour Photo                                        |                       | Mark Romanek        |               |
| 2003 | Head of State                                         | Brian Lewis           | Chris Rock          |               |
| 2003 | Runaway Jury                                          | Doyle                 | Gary Fleder         |               |
| 2004 | The Assassination of Richard Nixon                    | Tom Ford              | Niels Mueller       |               |
| 2006 | Flicka                                                | Norbert Rye           | Michael Mayer       |               |
| 2006 | The Dead Girl                                         | Carl                  | Karen Moncrieff     |               |
| 2007 | An American Crime                                     | Lester Likens         | Tommy O'Haver       |               |
| 2007 | Timber Falls                                          | Clyde Forester        | Tony Giglio         |               |
| 2007 | The Comebacks                                         | Sr. Truman            | Tom Brady           |               |
| 2008 | Eagle Eye                                             | David Johnson         | D. J. Caruso        | No acreditado |
| 2009 | The Ugly Truth                                        | Stuart                | Robert Luketic      |               |
| 2010 | Blood Done Sign My Name                               | Robert Teel           | Jeb Stuart          |               |
| 2010 | The Last Song                                         | Tom Blakelee          | Julie Anne Robinson |               |
| 2011 | Moneyball                                             | Matt Keough           | Bennett Miller      |               |
| 2012 | Gone                                                  | Sr. Miller            | Heitor Dhalia       |               |
| 2016 | Greater                                               |                       | David Hunt          |               |
| 2016 | The Sweet Life                                        |                       | Rob Spera           |               |
| 2017 | The Shape of Water                                    | General Frank Hoyt    | Guillermo del Toro  |               |
| 2017 | Three Billboards Outside Ebbing, Missouri             | Padre Montgomery      | Martin McDonagh     | No acreditado |
| 2018 | Gosnell: The Trial of America's Biggest Serial Killer | Mike Cohan            | Nick Searcy         |               |
| 2019 | The Best of Enemies                                   | Garland Keith         | Robin Bissell       |               |
| 2021 | Hotel Coppelia                                        | Coronel Thompson      | José María Cabral   |               |
| 2023 | The Old Way                                           | Marshal Jarret        | Brett Donowho       |               |

### Televisión
| Año       | Título                         | Papel                 | Notas        |
| --------- | ------------------------------ | --------------------- | ------------ |
| 1992      | L.A. Law                       | Sr. Kreck             | 1 episodio   |
| 1992      | I'll Fly Away                  | Agente Holt           | 1 episodio   |
| 1993      | In the Heat of the Night       | Stan                  | 1 episodio   |
| 1993      | Return to Lonesome Dove        | Raab                  | 2 episodios  |
| 1994      | Thunder Alley                  | Brett                 | 8 episodios  |
| 1995–1996 | American Gothic                | Ben Healy             | 18 episodios |
| 1995      | Double Rush                    | Doctor                | 1 episodio   |
| 1996      | Nash Bridges                   | Vincent Mulroy        | 1 episodio   |
| 1997      | Chicago Hope                   | Eli                   | 1 episodio   |
| 1997      | Early Edition                  | Robert Dankowski      | 1 episodio   |
| 1998      | From the Earth to the Moon     | Deke Slayton          | 10 episodios |
| 1998–2001 | Seven Days                     | Nathan Ramsey         | 66 episodios |
| 1999      | CI5: The New Professionals     | Matthew 7:12          | 1 episodio   |
| 2002      | Double Teamed                  | Larry Burge           | Telefilme    |
| 2003      | CSI: Miami                     | Jack Seeger           | 1 episodio   |
| 2003      | Lucky                          | Jackson Linkletter    | 1 episodio   |
| 2003      | The Guardian                   | Paul Nystrom          | 1 episodio   |
| 2003      | The West Wing                  | Nate Singer           | 1 episodio   |
| 2004–2008 | Rodney                         | Barry                 | 44 episodios |
| 2005–2006 | CSI: Crime Scene Investigation | Sheriff Burdick       | 2 episodios  |
| 2007      | Army Wives                     | Sr. Craddock          | 1 episodio   |
| 2007      | NCIS                           | Joseph Barnes         | 1 episodio   |
| 2007      | Criminal Minds                 | Det. Jordan           | 1 episodio   |
| 2008      | Boston Legal                   | Harry Beckham         | 1 episodio   |
| 2008–2009 | Easy Money                     | Roy Buffkin           | 8 episodios  |
| 2009      | Without a Trace                | Wayne Vogel           | 1 episodio   |
| 2009      | Lie to Me                      | Sr. Donnelly          | 1 episodio   |
| 2010      | The Mentalist                  | Sheriff Andy Burnside | 1 episodio   |
| 2010–2015 | Justified                      | Art Mullen            | 78 episodios |
| 2013      | Archer                         | Voz                   | 1 episodio   |
| 2013      | NTSF:SD:SUV::                  | Gary                  | 1 episodio   |
| 2013      | Mom                            | Nathan                | 1 episodio   |
| 2013–2015 | Hot in Cleveland               | Warden Burkhalter     | 2 episodios  |
| 2014      | Intelligence                   | General Greg Carter   | 1 episodio   |
| 2014      | Petals on the Wind             | Dr. Reeves            | Telefilme    |
| 2014      | Hawaii Five-0                  | Ned Burrows           | 1 episodio   |
| 2015      | Key & Peele                    | Policía               | 1 episodio   |
| 2016      | 11.22.63                       | Deke Simmons          | 5 episodios  |
| 2019      | The Hot Zone                   | Frank Mays            | 6 episodios  |